# Ngọc nữ treo
Ngọc nữ treo (danh pháp Clerodendrum garrettianum) là một loài thực vật có hoa trong họ Hoa môi. Loài này được Craib mô tả khoa học đầu tiên năm 1911.